# Bessatsu Shōnen Magazine
Bessatsu Shōnen Magazine (別冊少年マガジン Bessatsu Shōnen Magajin?) es una revista japonesa encargada de publicar series de manga, y a su vez ésta es serializada por la editorial Kōdansha. Bessatsu Shōnen Magazine inició su circulación en septiembre de 2009 como un spin-off de de otra revista de Kōdansha, Weekly Shōnen Magazine, pero su difusión ahora es mensual

## Manga publicados
| Manga                                                                        | Inicio              | Fin                | Autor                              |
| ---------------------------------------------------------------------------- | ------------------- | ------------------ | ---------------------------------- |
| ×××Holic (×××ホリック Horikku?)                                              | julio de 2010       | marzo de 2011      | Clamp                              |
| 100-man no Inochi no Ue ni Ore wa Tatte Iru (100万の命の上に俺は立っている?) | junio de 2016       | Presente           | Naoki Yamakasa, Akinari Nao        |
| Aho Girl (アホガール?)                                                       | julio de 2015       | diciembre de 2017  | Hiroyuki                           |
| Aku no Hana (惡の華?)                                                        | septiembre de 2009  | mayo de 2014       | Shūzō Oshimi                       |
| Araburu Kisetsu no Otome-domo yo (荒ぶる季節の乙女どもよ。?)                 | diciembre de 2016   | septiembre de 2019 | Mari Okada, Nao Emoto              |
| Arashi no Densetsu (嵐の伝説?)                                               | septiembre de 2009  | octubre de 2011    | Shō Sato                           |
| Arslan Senki (アルスラーン戦記 Arusurān Senki?)                              | julio de 2013       | Presente           | Yoshiki Tanaka, Hiromu Arakawa     |
| Dōbutsu no Kuni (どうぶつの国?)                                              | septiembre de 2009  | febrero de 2014    | Makoto Raiku                       |
| BB.HELL (ＢＢ．ＨＥＬＬ?)                                                    | marzo de 2014       | marzo de 2015      | Rei Watari                         |
| Chōjin Gakuen (超人学園?)                                                    | septiembre de 2009  | diciembre de 2012  | Yōsuke Kokuzawa                    |
| Countrouble (カウントラブル?)                                                | septiembre de 2009  | diciembre de 2012  | Akinori Nao                        |
| Danganronpa Gaiden: Killer Killer (ダンガンロンパ害伝 キラーキラー?)         | marzo de 2016       | marzo de 2017      | Sasako Mitomo                      |
| Flying Witch (ふらいんぐうぃっち?)                                           | septiembre de 2012  | Presente           | Chihiro Ishizuka                   |
| Ganbaru! Stalker (がんばる!ストーカー?)                                      | marzo de 2014       | agosto de 2015     | Hiroaki Itō                        |
| Gekitetsu no Kokuwan (撃鉄の黒腕?)                                           | marzo de 2011       | mayo de 2012       | Yunika Shibata                     |
| Half & Half                                                                  | 2012 de 10          | 2015 de 5          | Kōji Seo                           |
| Happiness (ハピネス Hapinesu?)                                               | marzo de 2015       | marzo de 2019      | Shūzō Oshimi                       |
| Ichiro Heian! (一路平安！?)                                                  | mayo de 2011        | mayo de 2012       | Jin Kobayashi                      |
| Ixion Saga (イクシオン サーガ?)                                              | noviembre de 2012   | mayo de 2013       | Yūsaku Komiyama, Capcom            |
| Joshiraku (じょしらく?)                                                      | septiembre de 2009  | septiembre de 2013 | Yasu, Kōji Kumeta                  |
| Jūjika no Rokunin (十字架のろくにん)                                         | marzo de 2020       | Presente           | Nakatake Shiryū                    |
| Kami-sama no Iu Toori (神様の言うとおり?)                                    | febrero de 2011     | noviembre de 2012  | Akeji Fujimura, Muneyuki Kaneshiro |
| Loveplus Rinko Days (ラブプラス Rinko Days?)                                 | abril de 2010       | enero de 2012      | Kōji Seo, Konami D.E.              |
| Katsute Kami Datta Kemono-tachi e (かつて神だった獣たちへ?)                  | julio de 2014       | Presente           | Maybe                              |
| Mardock Scramble (マルドゥック・スクランブル?)                               | octubre de 2009     | junio de 2012      | Yoshitoki Ōima, Tow Ubukata        |
| Negiho (ネギほ?)                                                             | septiembre de 2010  | noviembre de 2011  | Yui, Ken Akamatsu                  |
| Neko Ane (ネコあね。?)                                                       | marzo de 2010       | enero de 2013      | Ippei Nara                         |
| Poor Poor? (ぷあぷあ？?)                                                     | septiembre de 2009  | diciembre de 2012  | Tohiro Konno                       |
| Real Account ( リアルアカウント?)                                            | febrero de 2014     | noviembre de 2019  | Okushou, Watanabe Shizumu          |
| Roman Sanjūsō (浪漫三重奏?)                                                  | septiembre de 2009  | julio de 2012      | Awabako                            |
| Sankarea: Undying Love (さんかれあ?)                                         | diciembre de 2009   | septiembre de 2014 | Mitsuru Hattori                    |
| Seisen Cerberus: Mō Hitori no Eiyū (聖戦ケルベロス～もう一人の英雄～?)       | abril de 2013       | noviembre de 2013  | Seijirō Narumi                     |
| Shin Sekai Yori (新世界より?)                                                | junio de 2012       | junio de 2014      | Tōru Oikawa, Yūsuke Kishi          |
| Shingeki no Kyojin (進撃の巨人?)                                             | septiembre de 2009  | 9 de abril de 2021 | Hajime Isayama                     |
| Shingeki! Kyojin Chūgakkō (進撃!巨人中学校?)                                 | mayo de 2012        | julio de 2016      | Saki Nakagawa, Hajime Isayama      |
| Shingeki no Kyojin: Lost Girls (進撃の巨人 ＬＯＳＴ ＧＩＲＬＳ?)             | 9 de agosto de 2015 | mayo de 2016       | Ryōsuke Fuji                       |
| Sonna Mirai wa Uso de Aru (そんな未来はウソである?)                          | septiembre de 2009  | julio de 2016      | Koharu Sakuraba                    |
| Sweet Poolside (スイートプールサイド?)                                       | mayo de 2011        | agosto de 2011     | Shūzō Oshimi                       |
| Tomodachi Game (トモダチゲーム?)                                             | diciembre de 2013   | Presente           | Mikoto Yamaguchi, Yuki Sato        |
| UQ Holder!                                                                   | septiembre de 2016  | Presente           | Ken Akamatsu                       |